# Taraš
Taraš (en serbe cyrillique : Тараш ; en hongrois : Tiszatarrós) est une localité de Serbie située dans la province autonome de Voïvodine et sur le territoire de la Ville de Zrenjanin, district du Banat central. Au recensement de 2011, elle comptait 1 003 habitants.

## Démographie

### Évolution historique de la population
| 1948  | 1953  | 1961  | 1971  | 1981  | 1991  | 2002  | 2011  |
| ----- | ----- | ----- | ----- | ----- | ----- | ----- | ----- |
| 1 956 | 1 956 | 1 779 | 1 612 | 1 328 | 1 174 | 1 140 | 1 003 |

|  |

## Personnalités
Svetozar Marković Toza (1913-1943), héros national de la Yougoslavie, est né à Taraš. Sa maison natale est aujourd'hui inscrite sur la liste des monuments culturels de grande importance de la République de Serbie (identifiant no SK 1201),.